# Carabineros de Chile
I Carabineros de Chile (Carabinieri del Cile) sono la forza di polizia e gendarmeria nazionale del Cile. La loro missione è quella di mantenere l'ordine e garantire il pubblico rispetto per le leggi del Paese.
Dipendono dal Ministerio del Interior (Ministero interno) e per le operazioni militari dal Ministerio de Defensa Nacional (Ministero della difesa nazionale), attraverso il Sottosegretario ai Carabinieri.

## Storia

### Origini
Le origini dei Carabineros de Chile risalgono ai Dragones de la Reina (Dragoni della Regina) istituiti nel 1758 e rinominati "Dragoni del Cile" nel 1812 e altre organizzazioni che ricoprivano funzioni di sorveglianza e polizia locale.
In seguito, città come Santiago e Valparaíso crearono le loro proprie forze di polizia cittadine. Nel 1881 la  Policía Rural (Polizia Rurale) fu creata per le aree rurali del Paese. Comunque, il problema principale di questi servizi di polizia era che dipendevano dalle autorità locali per le decisioni ordinarie. Questa situazione conduceva i comandanti locali ad abusare del loro potere per scopi politici. Nel 1896 la Policía Fiscal fu istituita per servire in tutte le città.

### Il corpo
La prima organizzazione di polizia con il nome di "Carabinieri" fu il Cuerpo de Carabineros, in analogia ai Reali Carabinieri italiani, che erano arma dell'esercito. Il Corpo fu formato nel 1903 con reparti di cavalleria dell'esercito, per instaurare la legge e l'ordine nella regione dell'Araucanía del Cile meridionale.
Le due Istituzioni vantano uno storico rapporto di reciproca amicizia che risale agli inizi del XX secolo, allorché il Governo cileno dette vita appunto al Cuerpo de Carabineros del Ejercito, sul modello dei Carabinieri italiani, cui furono chiesti anche istruttori per apprenderne le modalità addestrative. L'Arma mandò allora i marescialli maggiori Torquato Cremonesi e Attilio Felice Riva.
Nel 1908 fu creata l'accademia dei Carabinieri (Escuela de Carabineros), attualmente basata a Providencia.
Nel 1927, il Presidente Carlos Ibáñez del Campo al Cuerpo de Carabineros aggregò la Policia Fiscal, la Policia Rural e assunse la nuova denominazione di Carabineros de Chile, un'istituzione sotto il diretto controllo del governo nazionale. L'organizzazione continua tuttora a portare il nome dato da Ibáñez, che divenne il primo Director General (Direttore Generale) dei Carabinieri del Cile.

### Dal golpe del 1973
Nel 1973 i Carabineros, guidati dal generale Cesar Mendoza Durán, in seguito nominato Direttore Generale, si unirono al golpe del 1973 sotto la guida dei vertici delle Forze armate cilene, che deposero il Presidente Salvador Allende. Il comandante dei Carabinieri fu un membro ufficiale della Giunta militare (1973-1990), sia come membro dell'Istituzione responsabile dei ruoli amministrativi, sia come ministro dell'Educazione.
Nel 2008 è stata nominata la prima donna generale.
Nel 2011 dal ministero della difesa, passano sotto la dipendenza del ministero dell'interno e insieme alla Policía de Investigaciones compongono le Fuerzas de Orden y Seguridad de Chile.

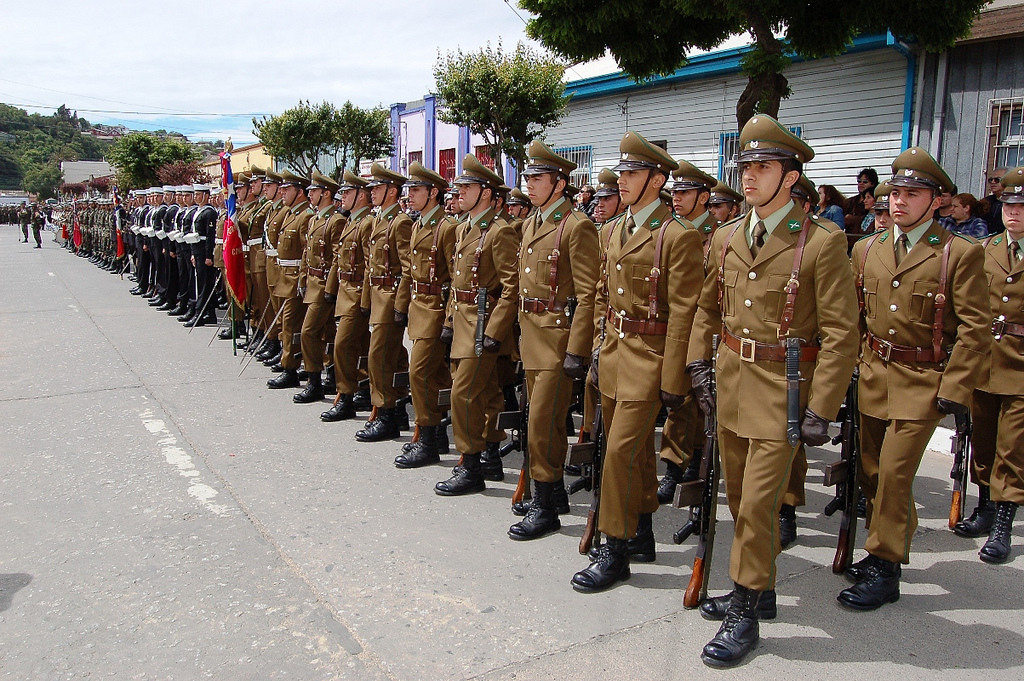
Reparto in parata

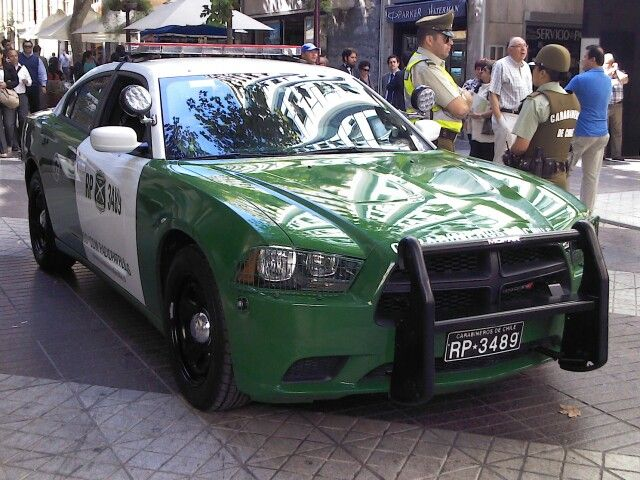
Auto dei Carabineros

### I Carabineros oggi
L'attuale missione dei Carabineros è quella di mantenere o di ristabilire l'ordine e la sicurezza nella società cilena attraverso i compiti di polizia, l'educazione civica, il servizio per la comunità, e, in caso di guerra, di agire come una forza militare (ogni Carabiniere ha un addestramento militare). Svolgono anche funzioni di polizia militare.

### Cronologia
- 1903. Nasce il Cuerpo de Carabineros del Ejército
- 1908. Il 19 dicembre viene istituita la Escuela de Carabineros del Ejército
- 1927. Il 27 aprile viene unificata la Polizia Fiscale con il Corpo dei Carabinieri e si dà origine ai Carabineros de Chile.
- 1928. Viene introdotto l'inno "Ordine e Patria".
- 1929. L'11 febbraio si introduce l'uso della piastrina identificativa.
- 1930. Arrivano le prime radiopattuglie.

1936: Le forze di polizia speciali di polizia (controllo dell'ordine pubblico) sono create incaricate di ristabilire l'ordine quando è rotto.Questo gruppo di commando ha molteplici funzioni come
Ristabilire l'ordine contro l'antisociale
operazioni segrete
Protezione dei cittadini in caso di calamità
- 1939. A partire dal 5 dicembre c'è un istituto di perfezionamento: l'Istituto Superiore dei Carabinieri, l'attuale Accademia di Scienze di Polizia.
- 1945. Il 27 aprile viene inaugurato l'Ospedale dei Carabinieri.
- 1952. Il capitano Óscar Cristi consegue il secondo posto nel Campionato Mondiale dell'Equitazione nell'ambito dei XV Giochi Olimpici di Helsinki.
- 1960. Viene istituita la Brigata di Polizia Aerea dei Carabinieri (l'attuale Prefettura di Polizia Aerea).
- 1962. Le prime donne entrano nei Carabinieri, l'embrione della futura sezione di Ufficiali donna.
- 1963. Viene creata la Fondazione "Niño y Patria", ente di beneficenza a carattere sociale e formativo, per soccorrere minori in situazioni di allarme sociale.
- 1965. Il tenente Hernán Merino Correa muore a Laguna del Deserto in un oscuro incidente con militari argentini.
- 1973. Sotto la guida del Generale César Mendoza Durán, i Carabinieri del Cile fanno parte della giunta militare che ha rovesciato il governo di Salvador Allende.
- 1979. Viene creato il
- 1989. Viene inaugurato a Santiago il monumento "Gloria y Victoria", in memoria dei carabinieri caduti in servizio.
- 1992. Viene creata la Scuola di Equitazione dei Carabinieri "General Óscar Cristi".
- 1996. Viene creata la Scuola di Polizia di Frontiera  "Tenente Hernán Merino", specializzata in operazioni di montagna e di frontiera.
- 1996. Viene cambiato il colore delle radiopattuglie, da bianco e nero a bianco e verde, i colori istituzionali.
- 1998. Viene nominata la prima donna Generale dell'America latina: generale Mireya Pérez Videla.
- 2008. Il Direttore, generale Bernales, muore con la moglie e tre ufficiali in un incidente aereo a Panama.

## Organizzazione

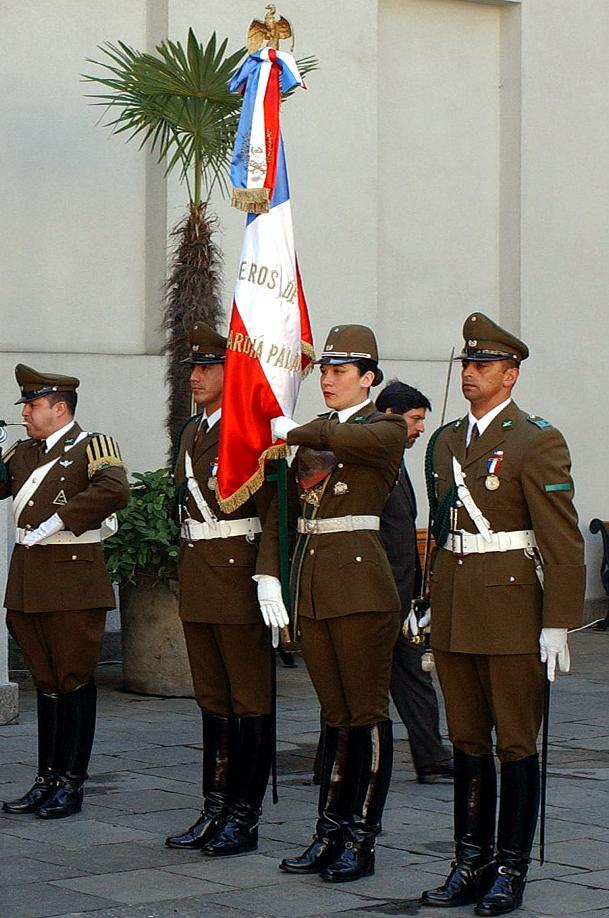
Guardia di Palazzo dei Carabinieri del Cile con uniformi tradizionali

Secondo la definizione della Legge Costituzionale, Nº 18.961, i Carabinieri del Cile sono una forza di polizia, tecnica e di carattere militare, che integra la forza pubblica ed esiste per dare efficacia alla Legge; la sua finalità è garantire e mantenere l'ordine e la sicurezza pubblici interni in tutto il territorio della Repubblica e compiere tutte le funzioni assegnate dalla Legge. Il Cile ha anche una forza di polizia investigativa, la Policia de Investigaciones e una polizia penitenziaria, la Gendarmeria de Chile.
I Carabinieri dipendono direttamente dal Ministero della Difesa Nazionale e, per quanto concerne i compiti di polizia, dal Ministero degli Interni; si collega amministrativamente ai ministeri tramite la Sottosegreteria ai Carabinieri. Si relaziona con i Ministeri, Intendenze, Governatorati e le altre autorità locali tramite la Direzione Generale, le Alte Ripartizioni (Direzioni e Comandi di Zona), Ripartizioni (Prefetture, Dipartimenti e Scuole) e Unità (Commissariati, Gruppi e Sezioni) secondo corrispondenza. I Carabinieri del Cile come corpo armato sono sostanzialmente obbedienti, che non si occupa di politica, professionale, gerarchizzato e disciplinato e il suo personale è soggetto alle norme previste nella legge summenzionata, i suoi regolamenti, il codice di giustizia militare e delle proprie regole interne. I Carabineros non possono appartenere a partiti politici o sindacati né ad istituzioni, gruppi o organizzazioni i cui principi e gli obiettivi sono in contrasto con le funzioni che la Costituzione della Repubblica e le leggi affidate alla polizia.
Spetta solo all'Istituzione e al suo personale l'utilizzo dello stemma, il colore e lo stile delle uniformi, gradi, stemmi, insegne, medaglie e distintivi che caratterizzano e sono individuati dallo statuto, leggi e regolamenti.

### Direzione generale
Dal dicembre 2018 il generale direttore dei Carabineros è Mario Rozas.
- Gabinetto del Generale Direttore
- Ispettorato Generale
- Direzione di Pianificazione e Sviluppo
- Segreteria Generale
- Servizio Giudiziario
- Direzione Finanziaria

### Subdirección General
Al vertice della Sottodirezione dal dicembre 2018 vi è il generale ispettore Diego Olate Pinares.
Dirección de Inteligencia Policial
- Departamento de Informaciones
- Departamento Seguridad Institucional
- Departamento Docencia y Apoyo
- Departamento Coordinación

Dirección de Investigación Criminal
- Departamento O.S.9 Investigación de Organizaciones Criminales
- Departamento de Encargo y Búsqueda de Personas y Vehículos

Dirección Control Drogas
- Departamento O.S.7 Drogas y Estupefacientes

Direzione nazionale di Ordine e Sicurezza pubblica
- XV Zona di Arica e Parinacota
  - Prefettura di Arica N° 1
- I Zona di Tarapacá
  - Prefettura di Iquique N° 2
- II Zona di Antofagasta
  - Prefettura Antofagasta
  - Prefettura El Loa
- III Zona di Atacama
  - Prefettura Atacama
- IV Zona di Coquimbo
  - Prefectura Coquimbo
- V Zona di Valparaíso
  - Prefettura di Valparaíso
  - Prefettura di Viña del Mar
  - Prefettura di Aconcagua
  - Prefettura di San Antonio
- VI Zona "del Libertador B. O´Higgins"
  - Prefettura di Cachapoal
  - Prefettura di Colchagua
- VII Zona del Maule
  - Prefettura di Curicó
  - Prefettura di Talca
  - Prefettura di Linares
- VIII Zona del Biobío
  - Prefettura di Concepción
  - Prefettura di Ñuble
  - Prefettura di Talcahuano
  - Prefettura di Arauco
  - Prefettura di Bíobio
- IX Zona della Araucanía
  - Prefettura di Malleco
  - Prefettura di Cautín
- XIV Zona de Los Ríos
  - Prefettura Valdivia
- X Zona dei Laghi
  - Prefettura N° 23 "Osorno"
  - Prefettura N° 25 "Llanquihue"
  - Prefettura N° 26 "Chiloé"
- XI Zona di Aysén
  - Prefettura di Aysén
- XII Zona di Magallanes
  - Prefettura Magallanes
- Zona Metropolitana
  - Prefettura Central
  - Prefettura Nord
  - Prefettura Sud
  - Prefettura Orientale
  - Prefettura Occidentale
  - Prefettura Cordillera
  - Prefettura delle Forze Speciali
- Direzione delle Frontiere e dei Servizi Speciali
  - Dipartimento OS 2 Servizi Traffico e Strade
  - Dipartimento OS 3 Servizi di Frontiera
  - Prefettura della Polizia Aerea OS 4
  - Dipartimento OS 5 Foreste e Ambiente
  - Dipartimento OS 6 Gruppo di Operazioni Speciali di Polizia (GOPE)
  - Dipartimento di Sicurezza Presidenziale
  - Dipartimento Protezione Personale
- Direzione di Protezione della Famiglia DIPROFAM
  - Dipartimento degli Affari di Famiglia
  - Dipartimento Polizia Minorile
  - Dipartimento Coordinazione assistenziale
- Direzione de Seguridad
  - Control de Armas y Explosivos 0S11
  - Dep. Seguridad Privada OS10
- Criminalística

Dirección Nacional de Personal
- Dirección de Educación, Doctrina e Historia de Carabineros
- Dirección de Salud

## Gradi e scala gerarchica

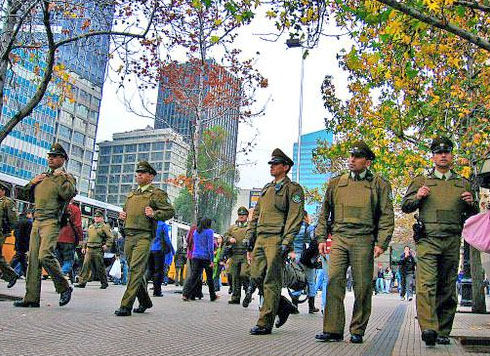
Carabineros de Chile, in pattuglia lungo una via di Santiago

I Carabinieri del Cile hanno un'origine militare, derivando dagli Antichi Corpi di Cavalleria dell'Esercito cileno. Per questo motivo, tende ad avere molte analogie nei gradi militari, e la rigorosa disciplina organizzativa, con le Forze Armate.
Conformemente alla legge la Nº 18.1961, i gradi e la scala gerarchica del personale dei Carabinieri del Cile è la seguente:

### Ufficiali Generali e diNomina suprema
Hanno questo nome ("nomina suprema") perché la loro nomina, le promozioni e i congedi sono adottati con un Supremo Decreto del Presidente del Cile e del Ministero della Difesa Nazionale.
- Ufficiali Generali
  - Generale Direttore (ne esiste solo uno ed è il Direttore Generale dell'Istituzione, ed è perciò la massima autorità della polizia in uniforme)
  - Generale Ispettore (il Generale Ispettore con maggiore anzianità di servizio ricopre l'incarico di Vicedirettore dell'Istituzione)
  - Generale
- Ufficiali Superiori
  - Colonnello
- Ufficiali Capo 
  - Tenente Colonnello
  - Maggiore
- Ufficiali subalterni
  - Capitano
  - Tenente
  - Sottotenente
  - Aspirante a Oficial

#### Simboli
|                     | Ufficiali generali | Ufficiali generali | Ufficiali generali  | Ufficiali superiori | Ufficiali capo     | Ufficiali capo | Ufficiali inferiori | Ufficiali inferiori | Ufficiali inferiori | Ufficiali inferiori |
| ------------------- | ------------------ | ------------------ | ------------------- | ------------------- | ------------------ | -------------- | ------------------- | ------------------- | ------------------- | ------------------- |
| Divisa da cerimonia |                    |                    |                     |                     |                    |                |                     |                     |                     |                     |
| Paramano            |                    |                    |                     |                     |                    |                |                     |                     |                     |                     |
| Mantello            |                    |                    |                     |                     |                    |                |                     |                     |                     |                     |
| Divisa ordinaria    |                    |                    |                     |                     |                    |                |                     |                     |                     |                     |
| Divisa operativa    |                    |                    |                     |                     |                    |                |                     |                     |                     |                     |
| Grado               | Generale           | Ispettote generale | Generale di brigata | Colonnello          | Tenente colonnello | Maggiore       | Capitano            | Tenente             | Sottotenente        | Allievi ufficiali   |
| Abbreviazione       | GNRL DIR           | GNRL INS           | GNRL                | CRNL                | TTE CRNL           | MAY            | CAP                 | TTE                 | SUB TTE             |                     |

### Personale di nomina istituzionale o Sottufficiali
Hanno questo nome perché le loro nomine, promozioni e congedi sono assunte tramite una Risoluzione del Generale Direttore.
- Sottufficiale maggiore
- Sottufficiale
- Sergente 1º
- Sergente 2º
- Capo 1º
- Capo 2º
- Carabiniere

|                                    | Warrant officer  | Sottufficiali | Sottufficiali | Truppa      | Truppa  | Truppa  | Truppa     |                   |
| ---------------------------------- | ---------------- | ------------- | ------------- | ----------- | ------- | ------- | ---------- | ----------------- |
| Divisa cerimoniale dei Carabinieri |                  |               |               |             |         |         |            |                   |
| Paramano                           |                  |               |               |             |         |         |            |                   |
| Spallina ordinaria                 |                  |               |               |             |         |         |            |                   |
| Divisa operativa                   |                  |               |               |             |         |         |            |                   |
| Grado                              | Suboficial Mayor | Suboficial    | Sargento 1º   | Sargento 2° | Cabo 1º | Cabo 2° | Carabinero | Carabinero alumno |
| Abbreviazione                      | (SOM)            | (SuboF)       | (SG1)         | (SG2)       | (CBO1)  | (CBO2)  | (Carab)    |                   |

## Equipaggiamento

### Mezzi aerei
| Aeromobile                     | Origine        | Tipo                        | Versione (denominazione locale)      | In servizio | Note | Immagine |
| Aerei da trasporto             |                |                             |                                      |             | |          |
| Beechcraft B200 Super King Air | Stati Uniti    | Aereo da trasporto leggero  | B200GT                               | 3           | 1 B200GT acquistato a gennaio 2015. |          |
| Cessna 182 Skylane             | Stati Uniti    | Aereo da trasporto leggero  | Ce.182Q                              | 5           | |          |
| Cessna 206 Stationair          | Stati Uniti    | Aereo da trasporto leggero  | U206G Stationair 6 II                | 1           | |          |
| Cessna 208 Caravan             | Stati Uniti    | Aereo da trasporto leggero  | C208B                                | 1           | |          |
| Cessna 210 Centurion           | Stati Uniti    | Aereo da trasporto leggero  | T210MC210N Centurion II              | 1           | |          |
| Cessna Citation                | Stati Uniti    | Aereo da trasporto VIP      | Ce.550 Citation II                   | 2           | |          |
| Piper PA-31 Navajo             | Stati Uniti    | Aereo da trasporto leggero  | PA-31-310 Navajo CPA-31T Cheyenne II | 21          | |          |
| Elicotteri                     |                |                             |                                      |             | |          |
| AgustaWestland AW109           | Italia         | Elicottero multiruolo medio | AW109E                               | 5           | 4 AW109E ordinati, i primi due dei quali sono stati consegnati il 25 aprile 2007. Un quinto AW109E ordinato nel 2011 e consegnato il 29 marzo 2012. |          |
| AgustaWestland AW139           | Italia         | Elicottero utility          | AW139                                | 1           | 1 AW139 ordinato il 23 dicembre 2014. L'elicottero è stato consegnato il 16 aprile 2015.                                                            |          |
| Airbus H125                    | Unione europea | Elicottero utility          | H125                                 | 1           | 1 H125 ordinato il 26 settembre 2023 e consegnato l'11 aprile 2024.                                                                                 |          |
| Eurocopter Bo 105              | Germania       | Elicottero utility          | Bo 105CBSBo 105LS                    | 4           | |          |
| Eurocopter EC 135              | Germania       | Elicottero utility          | EC 135T1                             | 2           | |          |
| MBB-Kawasaki BK 117            | Germania       | Elicottero utility          | BK-117B-1                            | 3           | |          |

### Aeromobili ritirati
- Bell 206B-3 - 4 esemplari (1975-2024)[9]
- Hughes H269B - 2 esemplari (1969-?)[1]
- Hughes H269C - 1 esemplare (1969-?)[1]
- Fairchild Hiller FH-1100 - 2 esemplari (1969-?)[1]